# Лілі Каналес
Лілі Азусена Каналес (ісп. Lili Azucena Canales; нар. 11 квітня 1981) — сальвадорська борчиня вільного стилю, дворазова бронзова призерка Панамериканських чемпіонатів, срібна та бронзова призерка Центральноамериканських і Карибських ігор, дворазова чемпіонка Центральноамериканських ігор.

## Життєпис
Боротьбою почала займатися з 1998 року.
Виступала за спортивний клуб «Estadio Magico Gonzalez». Тренер — Алонсо Сінал Морільйо.

## Спортивні результати на міжнародних змаганнях

### Виступи на Чемпіонатах світу
| Змагання                        | Збірна    | Вагова категорія          | Місце |
| ------------------------------- | --------- | ------------------------- | ----- |
| Чемпіонат світу з боротьби 2003 | Сальвадор | жіноча боротьба, до 63 кг | 24    |

### Виступи на Панамериканських чемпіонатах
| Змагання                                   | Збірна    | Вагова категорія          | Місце  |
| ------------------------------------------ | --------- | ------------------------- | ------ |
| Панамериканський чемпіонат з боротьби 2001 | Сальвадор | жіноча боротьба, до 62 кг | 5      |
| Панамериканський чемпіонат з боротьби 2002 | Сальвадор | жіноча боротьба, до 63 кг | 4      |
| Панамериканський чемпіонат з боротьби 2004 | Сальвадор | жіноча боротьба, до 63 кг | 5      |
| Панамериканський чемпіонат з боротьби 2005 | Сальвадор | жіноча боротьба, до 55 кг | Бронза |
| Панамериканський чемпіонат з боротьби 2006 | Сальвадор | жіноча боротьба, до 55 кг | 5      |
| Панамериканський чемпіонат з боротьби 2007 | Сальвадор | жіноча боротьба, до 55 кг | 9      |
| Панамериканський чемпіонат з боротьби 2008 | Сальвадор | жіноча боротьба, до 63 кг | 7      |
| Панамериканський чемпіонат з боротьби 2009 | Сальвадор | жіноча боротьба, до 67 кг | 5      |
| Панамериканський чемпіонат з боротьби 2010 | Сальвадор | жіноча боротьба, до 67 кг | Бронза |

### Виступи на Панамериканських іграх
| Змагання                  | Збірна    | Вагова категорія          | Місце |
| ------------------------- | --------- | ------------------------- | ----- |
| Панамериканські ігри 2003 | Сальвадор | жіноча боротьба, до 63 кг | 6     |
| Панамериканські ігри 2007 | Сальвадор | жіноча боротьба, до 55 кг | 5     |

### Виступи на Центральноамериканських і Карибських іграх
| Змагання                                     | Збірна    | Вагова категорія          | Місце  |
| -------------------------------------------- | --------- | ------------------------- | ------ |
| Центральноамериканські і Карибські ігри 2002 | Сальвадор | жіноча боротьба, до 67 кг | Срібло |
| Центральноамериканські і Карибські ігри 2006 | Сальвадор | жіноча боротьба, до 55 кг | Бронза |

### Виступи на Центральноамериканських іграх
| Змагання                         | Збірна    | Вагова категорія          | Місце  |
| -------------------------------- | --------- | ------------------------- | ------ |
| Центральноамериканські ігри 2010 | Сальвадор | жіноча боротьба, до 67 кг | Золото |
| Центральноамериканські ігри 2013 | Сальвадор | жіноча боротьба, до 72 кг | Золото |

### Виступи на Чемпіонатах світу серед студентів
| Змагання                                        | Збірна    | Вагова категорія          | Місце |
| ----------------------------------------------- | --------- | ------------------------- | ----- |
| Чемпіонат світу з боротьби серед студентів 2002 | Сальвадор | жіноча боротьба, до 63 кг | 7     |

### Виступи на інших змаганнях
| Змагання                                                     | Збірна    | Вагова категорія          | Місце |
| ------------------------------------------------------------ | --------- | ------------------------- | ----- |
| Олімпійський кваліфікаційний турнір з боротьби 2004 (Туніс)  | Сальвадор | жіноча боротьба, до 63 кг | 24    |
| Олімпійський кваліфікаційний турнір з боротьби 2004 (Мадрид) | Сальвадор | жіноча боротьба, до 63 кг | 21    |